# Liste des US Routes au Maine
Les US Routes au Maine font partie du réseau des US Routes. Celles-ci sont entretenues par le Maine Department of Transportation (MaineDOT).

## Liste
| Numéro | Longueur (mi) | Longueur (km) | Terminus sud / ouest                             | Terminus nord / est                                             | Créée | Notes |
| ------ | ------------- | ------------- | ------------------------------------------------ | --------------------------------------------------------------- | ----- | ----- |
| US 1   | 527,19        | 848,43        | US 1 à la frontière du New Hampshire à Kittery   | Route 161 à la frontière canadienne à Fort Kent                 | 1926  |       |
| US 2   | 273,64        | 440,38        | US 2 à la frontière du New Hampshire à Gilead    | I-95 à Houlton                                                  | 1926  |       |
| US 201 | 157,46        | 253,41        | US 1 / SR 24 à Brunswick                         | Route 173 à la frontière canadienne près de Saint-Théophile, QC | 1926  |       |
| US 202 | 168,52        | 271,21        | US 202 à la frontière du New Hampshire à Lebanon | I-395 / US 1A / SR 15 à Bangor                                  | 1936  |       |
| US 302 | 54,15         | 87,15         | US 302 à la frontière du New Hampshire à Lebanon | I-295 / US 1 / SR 100 à Portland                                | 1935  |       |
|        |               |               |                                                  |                                                                 |       |       |